# Eduard Manďák
Eduard Manďák (30. prosince 1910 Žopy – 20. listopadu 2001 Olomouc?) byl český a československý odbojář, vysokoškolský funkcionář, politik Komunistické strany Československa, poúnorový poslanec Národního shromáždění ČSSR a poslanec Sněmovny lidu a Sněmovny národů Federálního shromáždění za normalizace.

## Biografie
Maturoval na gymnáziu v Holešově. Od 20. let 20. století se v tomto městě jako mladík začal angažovat v československém Komsomolu. Roku 1930 vstoupil do KSČ. Ve 30. letech 20. století zde vydával ilegální komunistické tiskoviny a agitoval ve prospěch KSČ. Koncem 30. let zasedal za KSČ v obecní radě a po rozpuštění KSČ v prosinci 1938 byl zbaven mandátu. Za druhé světové války byl aktivní v odboji. 11. dubna 1940 byl zatčen a roku 1941 v procesu s několika členy místní komunistické buňky odsouzen na 10 let.
Po válce se opětovně politicky angažoval. 8. sjezd KSČ ho zvolil za člena Ústředního výboru Komunistické strany Československa. 12. sjezd KSČ, 13. sjezd KSČ, 14. sjezd KSČ a 15. sjezd KSČ ho zvolil na post člena Ústřední kontrolní a revizní komise KSČ. Byl mu udělen Řád Vítězného února a Řád Klementa Gottwalda.
Ve volbách roku 1960 byl zvolen za KSČ do Národního shromáždění ČSSR za Severomoravský kraj. Mandát obhájil ve volbách v roce 1964. V Národním shromáždění zasedal až do konce jeho funkčního období v roce 1968.
V letech 1963–1966 byl rektorem olomoucké univerzity. Byl nedostudovaným právníkem. Přispěl ovšem ke stabilizaci školy. K roku 1968 se profesně uvádí jako vysokoškolský učitel z obvodu Olomouc-východ.
Po federalizaci Československa usedl roku 1969 do Sněmovny lidu Federálního shromáždění (volební obvod Olomouc-východ). Ve volbách v roce 1971 byl zvolen do Sněmovny národů Federálního shromáždění kde setrval do konce volebního období, tedy do voleb v roce 1976. K roku 1971 se uvádí, že obhájil své místo ve vedení strany a Svobodná Evropa ho označuje za radikálního komunistu (hardliner).